# Puchar Świata w łyżwiarstwie szybkim 1985/1986
Puchar Świata w łyżwiarstwie szybkim 1985/1986 był pierwszą edycją tej imprezy. Kobiety rozpoczęły rywalizację 30 listopada 1985 roku w Berlinie, a zakończyły 8 marca 1986 roku w Inzell. Pierwsze zawody dla mężczyzn odbyły się 23 listopada 1985 roku w Trondheim, a ostatnie zostały rozegrane 9 marca 1986 roku w Inzell.
Puchar Świata rozgrywano w 10 miastach, w 8 krajach. Był to jedyny sezon Pucharu Świata, w którym wszystkie zawody odbyły się w Europie.
Wśród kobiet dominowały reprezentantki NRD: Christa Rothenburger wygrała na 500 m, Karin Kania na 1000 m, a Andrea Ehrig-Mitscherlich na 3000 m. Ponadto Szwedka Annette Carlén-Karlsson zwyciężyła na 1500 m. Wśród mężczyzn zwyciężali Amerykanie Dan Jansen na 500 m i 1000 m oraz Dave Silk na 5000 m, a Austriak Michael Hadschieff był najlepszy na 1500 m.

## Medaliści zawodów

### Kobiety

#### Wyniki
| Data                        | Miejsce                                                          | Konkurencja                                                      | Zwycięzca                                                        | 2. miejsce                                                       | 3. miejsce                                                       |
| --------------------------- | ---------------------------------------------------------------- | ---------------------------------------------------------------- | ---------------------------------------------------------------- | ---------------------------------------------------------------- | ---------------------------------------------------------------- |
| 30 listopada-1 grudnia 1985 | Berlin                                                           | 500 m (30 listopada)                                             | Christa Rothenburger                                             | Karin Kania                                                      | Edel Therese Høiseth                                             |
| 30 listopada-1 grudnia 1985 | Berlin                                                           | 1000 m (30 listopada)                                            | Christa Rothenburger                                             | Karin Kania                                                      | Cornelia Dick                                                    |
| 30 listopada-1 grudnia 1985 | Berlin                                                           | 500 m (1 grudnia)                                                | Christa Rothenburger                                             | Cornelia Dick                                                    | Edel Therese Høiseth                                             |
| 30 listopada-1 grudnia 1985 | Berlin                                                           | 1000 m (1 grudnia)                                               | Karin Kania                                                      | Christa Rothenburger                                             | Cornelia Dick                                                    |
| 4-5 stycznia 1986           | Inzell                                                           | 500 m (4 stycznia)                                               | Bonnie Blair                                                     | Monika Gawenus-Pflug                                             | Edel Therese Høiseth                                             |
| 4-5 stycznia 1986           | Inzell                                                           | 1000 m (4 stycznia)                                              | Bonnie Blair                                                     | Erwina Ryś-Ferens                                                | Monika Gawenus-Pflug                                             |
| 4-5 stycznia 1986           | Inzell                                                           | 1500 m (5 stycznia)                                              | Annette Carlén-Karlsson                                          | Bonnie Blair                                                     | Olga Pleszkowa                                                   |
| 4-5 stycznia 1986           | Inzell                                                           | 3000 m (5 stycznia)                                              | Bjørg Eva Jensen                                                 | Annette Carlén-Karlsson                                          | Erwina Ryś-Ferens                                                |
| 11-12 stycznia 1986         | 11. mistrzostwa Europy w wieloboju kobiet 1986 – Geithus         | 11. mistrzostwa Europy w wieloboju kobiet 1986 – Geithus         | 11. mistrzostwa Europy w wieloboju kobiet 1986 – Geithus         | 11. mistrzostwa Europy w wieloboju kobiet 1986 – Geithus         | 11. mistrzostwa Europy w wieloboju kobiet 1986 – Geithus         |
| 18-19 stycznia 1986         | Innsbruck                                                        | Zawody odwołane                                                  | Zawody odwołane                                                  | Zawody odwołane                                                  | Zawody odwołane                                                  |
| 25-26 stycznia 1986         | Davos                                                            | 500 m (25 stycznia)                                              | Christa Rothenburger                                             | Karin Kania                                                      | Bonnie Blair                                                     |
| 25-26 stycznia 1986         | Davos                                                            | 1500 m (25 stycznia)                                             | Karin Kania                                                      | Sabine Brehm                                                     | Yvonne van Gennip                                                |
| 25-26 stycznia 1986         | Davos                                                            | 1000 m (26 stycznia)                                             | Christa Rothenburger                                             | Karin Kania                                                      | Bonnie Blair                                                     |
| 25-26 stycznia 1986         | Davos                                                            | 3000 m (26 stycznia)                                             | Andrea Ehrig-Mitscherlich                                        | Karin Kania                                                      | Sabine Brehm                                                     |
| 8-9 lutego 1986             | 44. mistrzostwa świata w wieloboju kobiet 1986 – Haga            | 44. mistrzostwa świata w wieloboju kobiet 1986 – Haga            | 44. mistrzostwa świata w wieloboju kobiet 1986 – Haga            | 44. mistrzostwa świata w wieloboju kobiet 1986 – Haga            | 44. mistrzostwa świata w wieloboju kobiet 1986 – Haga            |
| 22-23 lutego 1986           | 17. Mistrzostwa świata w wieloboju sprinterskim 1986 – Karuizawa | 17. Mistrzostwa świata w wieloboju sprinterskim 1986 – Karuizawa | 17. Mistrzostwa świata w wieloboju sprinterskim 1986 – Karuizawa | 17. Mistrzostwa świata w wieloboju sprinterskim 1986 – Karuizawa | 17. Mistrzostwa świata w wieloboju sprinterskim 1986 – Karuizawa |
| 6-8 marca 1986              | Inzell                                                           | 500 m (6 marca)                                                  | Karin Kania                                                      | Bonnie Blair                                                     | Christa Rothenburger                                             |
| 6-8 marca 1986              | Inzell                                                           | 1500 m (6 marca)                                                 | Karin Kania                                                      | Annette Carlén-Karlsson                                          | Katie Class                                                      |
| 6-8 marca 1986              | Inzell                                                           | 1000 m (8 marca)                                                 | Karin Kania                                                      | Christa Rothenburger                                             | Andrea Ehrig-Mitscherlich                                        |
| 6-8 marca 1986              | Inzell                                                           | 3000 m (8 marca)                                                 | Andrea Ehrig-Mitscherlich                                        | Karin Kania                                                      | Bjørg Eva Jensen                                                 |

#### Klasyfikacje
| Lp. | Zawodniczka             | Punkty |
| --- | ----------------------- | ------ |
| 1.  | Christa Rothenburger    | 115    |
| 2.  | Karin Kania             | 112    |
| 3.  | Edel Therese Høiseth    | 90     |
| 4.  | Bonnie Blair            | 89     |
| 5.  | Zofia Tokarczyk         | 80     |
| 6.  | Erwina Ryś-Ferens       | 63     |
| 7.  | Annette Carlén-Karlsson | 54     |
| 7.  | Monika Gawenus-Pflug    | 54     |
| 9.  | Katie Class             | 53     |
| 9.  | Cornelia Dick           | 53     |

| Lp. | Zawodniczka               | Punkty |
| --- | ------------------------- | ------ |
| 1.  | Karin Kania               | 119    |
| 2.  | Christa Rothenburger      | 116    |
| 3.  | Erwina Ryś-Ferens         | 94     |
| 4.  | Bonnie Blair              | 77     |
| 4.  | Annette Carlén-Karlsson   | 77     |
| 6.  | Edel Therese Høiseth      | 70     |
| 7.  | Zofia Tokarczyk           | 66     |
| 8.  | Andrea Ehrig-Mitscherlich | 58     |
| 9.  | Virve Mäkelä              | 49     |
| 10. | Monika Gawenus-Pflug      | 46     |

| Lp. | Zawodniczka             | Punkty |
| --- | ----------------------- | ------ |
| 1.  | Annette Carlén-Karlsson | 87     |
| 2.  | Karin Kania             | 75     |
| 3.  | Katie Class             | 63     |
| 4.  | Bonnie Blair            | 58     |
| 5.  | Lidia Olcon             | 53     |
| 6.  | Monika Gawenus-Pflug    | 51     |
| 7.  | Aila Tartia             | 41     |
| 8.  | Edel Therese Høiseth    | 40     |
| 9.  | Zofia Tokarczyk         | 37     |
| 10. | Bjørg Eva Jensen        | 36     |

| Lp. | Zawodniczka               | Punkty |
| --- | ------------------------- | ------ |
| 1.  | Andrea Ehrig-Mitscherlich | 75     |
| 2.  | Annette Carlén-Karlsson   | 73     |
| 3.  | Karin Kania               | 66     |
| 4.  | Bjørg Eva Jensen          | 65     |
| 5.  | Aila Tartia               | 53     |
| 6.  | Erwina Ryś-Ferens         | 52     |
| 7.  | Lidia Olcon               | 48     |
| 8.  | Katie Class               | 44     |
| 9.  | Szilviá Szikora           | 33     |
| 10. | Sabine Brehm              | 20     |
| 10. | Maila Lehtimäki           | 20     |

### Mężczyźni

#### Wyniki
| Data                        | Miejsce                                                          | Konkurencja                                                      | Zwycięzca                                                        | 2. miejsce                                                       | 3. miejsce                                                       |
| --------------------------- | ---------------------------------------------------------------- | ---------------------------------------------------------------- | ---------------------------------------------------------------- | ---------------------------------------------------------------- | ---------------------------------------------------------------- |
| 23-24 listopada 1985        | Trondheim                                                        | 500 m (23 listopada)                                             | Dan Jansen                                                       | Erik Henriksen                                                   | Nick Thometz                                                     |
| 23-24 listopada 1985        | Trondheim                                                        | 1000 m (23 listopada)                                            | Dan Jansen                                                       | Nick Thometz                                                     | Erik Henriksen                                                   |
| 23-24 listopada 1985        | Trondheim                                                        | 1500 m (23 listopada)                                            | Claes Bengtsson                                                  | Hans Magnusson                                                   | Tom Erik Oxholm                                                  |
| 23-24 listopada 1985        | Trondheim                                                        | 500 m (24 listopada)                                             | Dan Jansen                                                       | Erik Henriksen                                                   | Jouko Vesterlund                                                 |
| 23-24 listopada 1985        | Trondheim                                                        | 1000 m (24 listopada)                                            | Gaétan Boucher                                                   | Erik Henriksen                                                   | Nick Thometz                                                     |
| 23-24 listopada 1985        | Trondheim                                                        | 5000 m (24 listopada)                                            | Leo Visser                                                       | Gerard Kemkers                                                   | Tomas Gustafson                                                  |
| 30 listopada-1 grudnia 1985 | Berlin                                                           | 500 m (30 listopada)                                             | Uwe-Jens Mey                                                     | Igor Żelezowski                                                  | Akira Kuroiwa                                                    |
| 30 listopada-1 grudnia 1985 | Berlin                                                           | 1000 m (30 listopada)                                            | Igor Żelezowski                                                  | Andriej Bachwałow                                                | Gaétan Boucher                                                   |
| 30 listopada-1 grudnia 1985 | Berlin                                                           | 500 m (1 grudnia)                                                | Siergiej Fokiczew                                                | Boris Riepnin                                                    | Uwe-Jens Mey                                                     |
| 30 listopada-1 grudnia 1985 | Berlin                                                           | 1000 m (1 grudnia)                                               | Igor Żelezowski                                                  | Boris Riepnin                                                    | Andriej Bachwałow                                                |
| 15 grudnia 1985             | Eindhoven                                                        | 5000 m (15 grudnia)                                              | Tomas Gustafson                                                  | Yep Kramer                                                       | Hein Vergeer                                                     |
| 16 grudnia 1985             | Utrecht                                                          | 1500 m (16 grudnia)                                              | Hein Vergeer                                                     | Tomas Gustafson                                                  | Hans Magnusson                                                   |
| 4-5 stycznia 1986           | Oslo                                                             | 1500 m (4 stycznia)                                              | Michael Hadschieff                                               | Hans Magnusson                                                   | Rolf Falk-Larssen                                                |
| 4-5 stycznia 1986           | Oslo                                                             | 5000 m (5 stycznia)                                              | Tomas Gustafson                                                  | Dave Silk                                                        | Pertti Niittylä                                                  |
| 11-12 stycznia 1986         | Baselga di Piné                                                  | 500 m (11 stycznia)                                              | Dan Jansen                                                       | Nick Thometz                                                     | Jerzy Dominik                                                    |
| 11-12 stycznia 1986         | Baselga di Piné                                                  | 1000 m (11 stycznia)                                             | Nick Thometz                                                     | Erik Henriksen                                                   | Jerzy Dominik                                                    |
| 11-12 stycznia 1986         | Baselga di Piné                                                  | 500 m (12 stycznia)                                              | Dan Jansen                                                       | Nick Thometz                                                     | Ramil Zagidułlin                                                 |
| 11-12 stycznia 1986         | Baselga di Piné                                                  | 1000 m (12 stycznia)                                             | Gaétan Boucher                                                   | Dan Jansen                                                       | Erik Henriksen                                                   |
| 18-19 stycznia 1986         | Innsbruck                                                        | Zawody odwołane                                                  | Zawody odwołane                                                  | Zawody odwołane                                                  | Zawody odwołane                                                  |
| 25-26 stycznia 1986         | 83. mistrzostwa Europy w wieloboju 1986 – Oslo                   | 83. mistrzostwa Europy w wieloboju 1986 – Oslo                   | 83. mistrzostwa Europy w wieloboju 1986 – Oslo                   | 83. mistrzostwa Europy w wieloboju 1986 – Oslo                   | 83. mistrzostwa Europy w wieloboju 1986 – Oslo                   |
| 25-26 stycznia 1986         | Davos                                                            | 500 m (25 stycznia)                                              | Uwe-Jens Mey                                                     | Dan Jansen                                                       | Nick Thometz                                                     |
| 25-26 stycznia 1986         | Davos                                                            | 1000 m (25 stycznia)                                             | Dan Jansen                                                       | Gaétan Boucher                                                   | Erik Henriksen                                                   |
| 25-26 stycznia 1986         | Davos                                                            | 500 m (26 stycznia)                                              | Uwe-Jens Mey                                                     | Dan Jansen                                                       | Nick Thometz                                                     |
| 25-26 stycznia 1986         | Davos                                                            | 1000 m (26 stycznia)                                             | Uwe-Jens Mey                                                     | Nick Thometz                                                     | Dan Jansen                                                       |
| 8-9 lutego 1986             | Innsbruck                                                        | 1500 m (8 lutego)                                                | Claes Bengtsson                                                  | Dave Silk                                                        | Rolf Falk-Larssen                                                |
| 8-9 lutego 1986             | Innsbruck                                                        | 5000 m (9 lutego)                                                | Christian Eminger                                                | Michael Hadschieff                                               | Henk Nijdam                                                      |
| 15-16 lutego 1986           | 80. mistrzostwa świata w wieloboju 1986 – Inzell                 | 80. mistrzostwa świata w wieloboju 1986 – Inzell                 | 80. mistrzostwa świata w wieloboju 1986 – Inzell                 | 80. mistrzostwa świata w wieloboju 1986 – Inzell                 | 80. mistrzostwa świata w wieloboju 1986 – Inzell                 |
| 22-23 lutego 1986           | 17. Mistrzostwa świata w wieloboju sprinterskim 1986 – Karuizawa | 17. Mistrzostwa świata w wieloboju sprinterskim 1986 – Karuizawa | 17. Mistrzostwa świata w wieloboju sprinterskim 1986 – Karuizawa | 17. Mistrzostwa świata w wieloboju sprinterskim 1986 – Karuizawa | 17. Mistrzostwa świata w wieloboju sprinterskim 1986 – Karuizawa |
| 1-2 marca 1986              | Östersund                                                        | 1500 m (1 marca)                                                 | Michael Hadschieff                                               | Hans Magnusson                                                   | Dave Silk                                                        |
| 1-2 marca 1986              | Östersund                                                        | 5000 m (2 marca)                                                 | Geir Karlstad                                                    | Tomas Gustafson                                                  | Christian Eminger Joakim Karlberg                                |
| 8-9 marca 1986              | Inzell                                                           | 500 m (8 marca)                                                  | Dan Jansen                                                       | Nick Thometz                                                     | Uwe-Jens Mey                                                     |
| 8-9 marca 1986              | Inzell                                                           | 1000 m (8 marca)                                                 | Nick Thometz                                                     | Dan Jansen                                                       | Frode Rønning                                                    |
| 8-9 marca 1986              | Inzell                                                           | 5000 m (8 marca)                                                 | Dave Silk                                                        | Geir Karlstad                                                    | Christian Eminger                                                |
| 8-9 marca 1986              | Inzell                                                           | 500 m (9 marca)                                                  | Dan Jansen                                                       | Nick Thometz                                                     | Uwe-Jens Mey                                                     |
| 8-9 marca 1986              | Inzell                                                           | 1000 m (9 marca)                                                 | Dan Jansen                                                       | Nick Thometz                                                     | Jan Ykema                                                        |
| 8-9 marca 1986              | Inzell                                                           | 1500 m (9 marca)                                                 | Michael Hadschieff                                               | Hans Magnusson                                                   | Dave Silk                                                        |

#### Klasyfikacje
| Lp. | Zawodnik        | Punkty |
| --- | --------------- | ------ |
| 1.  | Dan Jansen      | 200    |
| 2.  | Uwe-Jens Mey    | 175    |
| 3.  | Nick Thometz    | 172    |
| 4.  | Frode Rønning   | 133    |
| 5.  | Göran Johansson | 120    |
| 6.  | Erik Henriksen  | 111    |
| 7.  | Jerzy Dominik   | 107    |
| 8.  | Uwe Streb       | 96     |
| 9.  | Jan Ykema       | 93     |
| 10. | Daniel Turcotte | 91     |

| Lp. | Zawodnik         | Punkty |
| --- | ---------------- | ------ |
| 1.  | Dan Jansen       | 186    |
| 2.  | Nick Thometz     | 183    |
| 3.  | Erik Henriksen   | 136    |
| 4.  | Gaétan Boucher   | 126    |
| 5.  | Ryszard Rzadki   | 108    |
| 6.  | Frode Rønning    | 101    |
| 6.  | Jan Ykema        | 101    |
| 8.  | Jerzy Dominik    | 96     |
| 9.  | Mike Jansen      | 94     |
| 10. | Jouko Vesterlund | 93     |

| Lp. | Zawodnik           | Punkty |
| --- | ------------------ | ------ |
| 1.  | Michael Hadschieff | 113    |
| 2.  | Hans Magnusson     | 110    |
| 3.  | Dave Silk          | 97     |
| 4.  | Rolf Falk-Larssen  | 88     |
| 5.  | Claes Bengtsson    | 76     |
| 6.  | Joakim Karlberg    | 73     |
| 7.  | Christian Eminger  | 72     |
| 8.  | Pertti Niittylä    | 67     |
| 9.  | Bjørn Arne Nyland  | 64     |
| 10. | Tom Erik Oxholm    | 62     |

| Lp. | Zawodnik           | Punkty |
| --- | ------------------ | ------ |
| 1.  | Dave Silk          | 102    |
| 2.  | Tomas Gustafson    | 100    |
| 3.  | Christian Eminger  | 99     |
| 4.  | Geir Karlstad      | 96     |
| 5.  | Michael Hadschieff | 88     |
| 6.  | Pertti Niittylä    | 77     |
| 7.  | Gerard Kemkers     | 72     |
| 8.  | Rolf Falk-Larssen  | 60     |
| 9.  | Werner Jäger       | 56     |
| 10. | Tom Erik Oxholm    | 54     |